# خوآن یکم، پادشاه آراگون
خوان یکم معروف به شیفتهٔ وقار، شکارچی و بی‌بندوبار، پادشاه آراگون از ۱۳۸۷ تا ۱۳۹۶ میلادی بود. او هنگامی که در نزدیکی فیکسا در حال شکار بود از اسب افتاد و درگذشت و چون پسری نداشت پس از مرگش برادرش مارتین یکم به پادشاهی رسید.